# Astragalus trimestris
Astragalus trimestris es una  especie de planta herbácea perteneciente a la familia de las leguminosas. Es originaria del Próximo Oriente
Es una planta herbácea caducifolia originaria del Oriente Próximo donde se distribuye por Egipto e Israel.

## Taxonomía
Astragalus trimestris fue descrita por  Carlos Linneo y publicado en Species Plantarum 2: 761. 1753.
Sinonimia
- Astragalus aegiceras Willd.
- Astragalus uncatus L[3]

Etimología
Astragalus: nombre genérico derivado del griego clásico άστράγαλος y luego del Latín astrăgălus aplicado ya en la antigüedad, entre otras cosas, a algunas plantas de la familia Fabaceae, debido a la forma cúbica de sus semillas parecidas a un hueso del pie.
trimestris: epíteto latino que significa "de tres meses".